# Maizeroy
Maizeroy è un comune francese di 412 abitanti situato nel dipartimento della Mosella nella regione del Grand Est.

## Storia

### Simboli
La parte superiore riprende elementi del blasone dei Pottier di Maizeroy (d'argento, allo scaglione di rosso, accompagnato in punta da un vaso ad un'ansa di verde; al capo d'azzurro, caricato di tre stelle d'argento) e l'inferiore di quello dei Morel di Chevillon (d'oro, alla testa di moro di nero, attortigliata d'argento, sostenuta da un corno da caccia d'azzurro, legato di rosso), proprietari della signoria nei secoli XVII e XVIII.

## Società

### Evoluzione demografica
Abitanti censiti